# Shadrach Bond

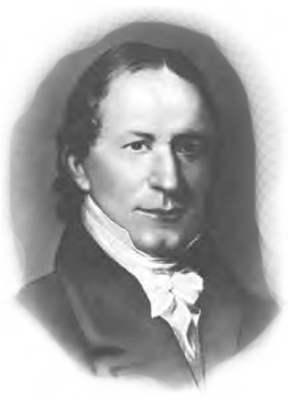
Shadrach Bond

Shadrach Bond (* 24. November 1773 in Frederick, Province of Maryland; † 12. April 1832 in Kaskaskia, Illinois) war ein US-amerikanischer Politiker (Demokratisch-Republikanische Partei) und von 1818 bis 1822 der erste Gouverneur des Bundesstaates Illinois.

## Frühe Jahre und politischer Aufstieg
Shadrach Bond besuchte die Schulen seiner Heimat. Im Jahr 1794 kam er nach Kaskaskia, das heute zu Illinois gehört, aber damals Teil des Indiana-Territoriums war. Dort siedelte er sich als Farmer an und begann gleichzeitig eine politische Laufbahn. Zwischen 1805 und 1808 war Bond Mitglied des territorialen Parlaments von Indiana. Im Jahr 1809 wurde er zum Friedensrichter im St. Clair County berufen. In diesem Bezirk wurde er 1812 auch regulärer Richter. Nachdem im Jahr 1809 das Illinois-Territorium gegründet worden war, vertrat er dieses zwischen 1812 und 1814 als Delegierter im Repräsentantenhaus der Vereinigten Staaten. Zuvor war er von 1809 bis 1812 als Oberstleutnant Kommandeur der Miliz dieses Territoriums gewesen. Zwischen 1814 und 1818 verwaltete Bond die Finanzen des Grundbuchamts in Kaskaskia, das für die Verwaltung fast aller Gebiete des Territoriums zuständig war.

## Gouverneur von Illinois
Im April 1818 hatte der Kongress die Gründung des neuen Bundesstaates Illinois beschlossen. Im August desselben Jahres wurde eine Verfassung verabschiedet und am 19. September 1818 wurde Bond ohne Gegenkandidaten zum ersten Gouverneur des Staates gewählt. Er trat seine vierjährige Amtszeit am 6. Oktober 1818 an. US-Präsident James Monroe unterschrieb am 3. Dezember dieses Jahres das offizielle Dokument zur Eingliederung von Illinois als 21. Bundesstaat der Vereinigten Staaten. Das alte Illinois-Territorium wurde damit aufgelöst. Es war die Aufgabe des neuen Gouverneurs, eine funktionierende Verwaltung unter der neuen Verfassung aufzubauen. Als erstes wurde im Dezember 1820 die Hauptstadt für 20 Jahre nach Vandalia verlegt. Die State Bank of Illinois wurde gegründet und ein Steuergesetz wurde beschlossen. Er betrieb auch den Auf- und Ausbau eines Straßennetzes, ganz besonders im Gebiet um die Hauptstadt. Damit sollte die Infrastruktur des Staates verbessert werden. In seiner Amtszeit entstanden auch die Pläne für einen Kanal, der den Illinois River mit dem Lake Michigan verbinden sollte. Da die damalige Verfassung keine direkte Wiederwahl eines Gouverneurs erlaubte, musste Bond nach Ablauf seiner Amtszeit am 5. Dezember 1822 aus dem Amt scheiden.

## Weiterer Lebensweg
Nach seiner Gouverneurszeit wurde Shadrach Bond zum Leiter der Landzuweisungsbehörde (Land Office) im Kaskaskia-Distrikt ernannt. Dieses Amt behielt er bis zu seinem Tod im April 1832. Er war mit Achsah Bond verheiratet, mit der er sieben Kinder hatte.